# Panagrolaimidae
Panagrolaimidae – rodzina nicieni z rzędu Rhabditida. Po raz pierwszy opisana w 1937 r.
Do rodziny tej zaliczane są m.in. rodzaje:
- Panagrellus
- Panagrobelus
- Panagrolaimus
- Tricephalobus
- Turbatrix